# William Nyrén
William Nyrén, född 19 mars 1920 i Oslo, död 14 november 1991, var en norsk skådespelare.
Nyrén scendebuterade 1945 på Studioteatret och verkade där till 1950. Han var 1954–1966 knuten till Riksteatret, men gjorde även roller vid Radioteatret, Fjernsynsteatret, Nationaltheatret och Det norske teatret. Han spelade en bred repertoar och gjorde sig bemärkt bland annat i rollen som Jeronimus i Erasmus Montanus.
Vid sidan av teatern verkade han som film- och TV-skådespelare. Han debuterade 1946 i Englandsfarare och gjorde sammanlagt 21 roller fram till 1981.
William Nyrén var far till gitarristen Nils Petter Nyrén (född 1947).

## Filmografi
- 1946 – Englandsfarare
- 1955 – Trost i taklampa
- 1966 – Afrikaneren
- 1980 – Nedtur
- 1981 – Sølvmunn